# Bernard Pingaud
Pour les articles homonymes, voir Pingaud.
Bernard Pingaud (né à Paris le 12 octobre 1923 et mort le 25 février 2020 à Uzès) est un écrivain français.

## Biographie
Bernard Pingaud fait ses études secondaires au lycée Pasteur de Neuilly et au lycée Henri-IV, à Paris. En 1941, il participe à La Revue française. Cahiers de la Table Ronde, soutenant Philippe Pétain, et fondée par Chris Marker. En 1943, il est reçu à l'École normale supérieure. Après la Libération, il entre à l'Assemblée nationale où il devient secrétaire des débats, poste qu'il occupe jusqu'en 1974. En 1946, il publie à La Table Ronde un premier roman intitulé Mon beau navire.
Durant la guerre d'Algérie, il participe aux activités du Comité des intellectuels contre la poursuite de la guerre en Afrique du Nord et il signe le Manifeste des 121 titré « Déclaration sur le droit à l’insoumission dans la guerre d’Algérie » (1960).
Il entre à la rédaction de la revue Les Temps modernes qu'il quitte en 1970.
En 1968, il fonde l'Union des écrivains avec notamment Jean-Pierre Faye et Michel Butor. Après avoir animé ce collectif jusqu'en 1973, il dirige le groupe d'études du Secrétariat à l'Action Culturelle du Parti Socialiste jusqu'en 1979. En 1981, il est chargé par Jack Lang de présider la Commission de réflexion sur la politique du livre et de la lecture. En 1982, il publie le rapport « Pingaud-Barreau ».
De 1983 à 1987, Pingaud est conseiller culturel auprès de l'ambassade de France au Caire. De retour en France, il rédige, à la demande de Jean Gattegno, directeur du Livre, un nouveau rapport sur le développement de la lecture intitulé « Le droit de lire » (mai 1989). De 1990 à 1993, il est le président de la Maison des écrivains et de la littérature à Paris.
Il a été, avec Catherine Clément, l'un des principaux membres du comité de rédaction de la revue L'Arc.
Il a vécu à Collias, dans le Gard, à partir de 1997. Il est le père de Denis Pingaud.
Il meurt le 25 février 2020.

## Œuvres

### Romans et récits
- Mon beau navire, Éditions de la Table ronde, 1946.
- L’Amour triste, Éditions de la Table ronde, 1950.
- Le Prisonnier, Éditions de la Table ronde, 1958 (rééd., Gallimard, 1979).
- La Scène primitive, Gallimard, 1965.
- La Voix de son maître, Gallimard, 1973.
- L’Imparfait, Gallimard, 1973.
- Adieu Kafka, Gallimard, 1989.
- Bartoldi le comédien, Seuil, 1996.
- Tu n’es plus là, Seuil, 1998.
- Au nom du frère, Seuil, 2002
- L’Andante inconnu, Joëlle Losfeld, 2003
- Mon roman et moi, Joëlle Losfeld, 2003
- L’Horloge de verre, Actes Sud, 2011
- Vous, Seuil, 2015

### Essais
- Hollande, Seuil, « Petite Planète », 1954.
- « François Muselier », Regards neufs sur le Parlement, Paris, Le Seuil, 1956 (BNF 32516612).
- Mme de la Fayette, Seuil, « Écrivains de toujours », 1959.
- Tonia Cariffa, Éditions de la Galerie Bignou, Paris, 1961.
- Inventaire, essais, Gallimard, 1965.
- Entretiens avec Brice Parain, Gallimard, 1966.
- Comme un chemin en automne, Inventaire II, Gallimard, 1979.
- Le livre à son prix, Seuil, 1983.
- L’Expérience romanesque, Gallimard, « Idées », 1983.
- avec Robert Mantero, Les infortunes de la raison, Hatier, « Brèves-Littératures », 1992.
- Les Anneaux du manège. Écriture et littérature, Gallimard, « Folio », 1992.
- Écrire, jour et nuit, Gallimard, 2000.
- La Bonne Aventure, Seuil, 2007
- Une tâche sans fin (1940-2008), Seuil, 2009
- L’Occupation des oisifs, Classiques Garnier, 2013